# Orpington (rasa kury)

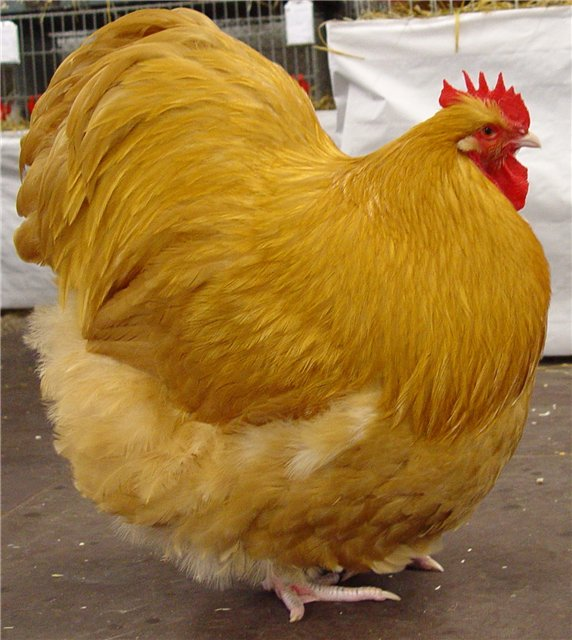

Orpington – rasa kur ciężkich (typ użytkowy mięsny).

## Pochodzenie
Rasę zaprezentował w 1886 William Cook, pochodzący z Orpington z hrabstwa Kent (obecnie to miejscowość leżąca na przedmieściach Londynu).
Wyhodowana została ze skrzyżowania czarno upierzonych przedstawicieli ras Langshan, Minorka oraz Plymouth Rock.

## Opis cech

### Wygląd
Ptaki mają szerokie grzbiety o wklęsłej linii, zaokrąglone piersi oraz nisko zwieszone, równie okrągłe brzuchy. Małe skrzydła ściśle przylegają do ciała, a ogony – zarówno u kur, jak i kogutów – są krótkie i rozłożyste.
Przedstawicieli rasy wyróżnia obfite upierzenie.

### Odmiany barwne
- czarna
- biała
- płowa
- niebieska[1]

### Waga ptaków
| kogut | 4-5 kg     |
| kura  | 2,8-3,5 kg |

### Jaja
Jaja ważą 55-60 g. Skorupka jaj jest barwy żółtej.

### Nieśność
Nieśność orpingtonów jest dość wysoka i kształtuje się na poziomie 140 jaj roczne.